# Đội tuyển bóng đá U-23 nữ quốc gia Úc
Đội tuyển bóng đá U-23 nữ quốc gia Úc là đội tuyển đại diện Úc tham dự các giải bóng đá U-23 quốc tế và Giải vô địch bóng đá nữ Đông Nam Á. Đội bóng được quản lý bởi Liên đoàn bóng đá Úc (FA), hiện là thành viên của Liên đoàn bóng đá châu Á (AFC) và Liên đoàn bóng đá ASEAN (AFF) sau khi rời Liên đoàn bóng đá châu Đại Dương (OFC) vào năm 2006. Biệt danh chính thức của đội là U23 Matildas.

## Huấn luyện viên
- Melissa Andreatta (2022–nay)

## Danh sách cầu thủ

### Đội hình hiện tại
Những cầu thủ sau đây đã có tên trong đội hình dự Giải vô địch bóng đá nữ Đông Nam Á 2022.
Số lần ra sân và số bàn thắng được tính đến ngày 12 tháng 7 năm 2022, sau trận đấu với  Malaysia.
 

| Số | VT | Cầu thủ                      | Ngày sinh (tuổi)  | Trận | Bàn | Câu lạc bộ               |
| -- | -- | ---------------------------- | ----------------- | ---- | --- | ------------------------ |
| 1  | TM | Jada Mathyssen-Whyman        | 24 tháng 10, 1999 | 2    | 0   | Sydney FC                |
| 12 | TM | Sally James                  | 18 tháng 10, 2002 | 2    | 0   | Melbourne City           |
| 18 | TM | Chloe Lincoln                | 4 tháng 1, 2005   | 1    | 0   | Canberra United          |
|    |    |                              |                   |      |     |                          |
| 2  | HV | Jessika Nash                 | 5 tháng 10, 2004  | 1    | 0   | Sydney FC                |
| 3  | HV | Matilda McNamara             | 18 tháng 12, 1998 | 4    | 1   | AGF                      |
| 4  | HV | Jamilla Rankin               | 9 tháng 5, 2003   | 3    | 0   | Brisbane Roar            |
| 5  | HV | Ella Tonkin                  | 14 tháng 12, 2002 | 3    | 0   | Adelaide United          |
| 7  | HV | Winonah Heatley              | 18 tháng 6, 2001  | 3    | 1   | FC Nordsjælland          |
| 8  | HV | Charlotte Grant (đội trưởng) | 20 tháng 9, 2001  | 4    | 0   | FC Rosengård             |
| 11 | HV | Naomi Thomas–Chinnama        | 13 tháng 5, 2004  | 2    | 0   | Melbourne City           |
| 15 | HV | Cushla Rue                   | 9 tháng 7, 2003   | 0    | 0   | Wellington Phoenix       |
| 24 | HV | Chelsea Blissett             | 3 tháng 3, 2000   | 3    | 0   | Melbourne City           |
| 25 | HV | Alexia Apostolakis           | 16 tháng 5, 2006  | 2    | 0   | Western Sydney Wanderers |
|    |    |                              |                   |      |     |                          |
| 6  | TV | Sarah Hunter                 | 7 tháng 10, 2003  | 4    | 1   | Sydney FC                |
| 10 | TV | Daniela Galic                | 17 tháng 6, 2006  | 5    | 0   | FNSW Institute           |
| 13 | TV | Leah Davidson                | 28 tháng 3, 2001  | 4    | 0   | Melbourne City           |
| 16 | TV | Mackenzie Hawkesby           | 13 tháng 4, 2000  | 3    | 4   | Sydney FC                |
| 19 | TV | Amy Sayer                    | 30 tháng 11, 2001 | 4    | 5   | Stanford University      |
| 20 | TV | Hana Lowry                   | 23 tháng 4, 2003  | 2    | 1   | Perth Glory              |
| 23 | TV | Paige Zois                   | 11 tháng 10, 2003 | 2    | 0   | Melbourne Victory        |
|    |    |                              |                   |      |     |                          |
| 14 | TĐ | Katie Godden                 |                   | 2    | 0   | DePaul University        |
| 17 | TĐ | Sheridan Gallagher           | 2 tháng 1, 2002   | 4    | 1   | Western Sydney Wanderers |
| 21 | TĐ | Abbey Lemon                  | 14 tháng 8, 2002  | 4    | 0   | Blacktown Spartans FC    |
| 22 | TĐ | Princess Ibini-Isei          | 30 tháng 1, 2000  | 3    | 0   | Sydney FC                |
| 26 | TĐ | Jynaya Dos Santos            | 22 tháng 9, 2005  | 2    | 0   | FNSW Institute           |
| 27 | TĐ | Chelsie Dawber               | 12 tháng 1, 2000  | 3    | 2   | Chicago Red Stars        |
| 28 | TĐ | Caitlin Karic                | 20 tháng 6, 2005  | 3    | 0   | Melbourne City           |

## Kết quả và lịch thi đấu
- Sau đây là kết quả các trận đấu trong 12 tháng qua và các trận đấu đã được lên lịch trong tương lai.

Kí hiệu
  Thắng
  Hòa
  Thua
  Chưa thi đấu

### 2022
| 4 tháng 7 năm 2022 VB AFF nữ 2022 | Philippines  | 1–0      | U-23 Úc | Manila, Philippines                                                                                    |  |
| 19:00 UTC+8                       | - Bolden 60' | Chi tiết |         | Sân vận động: Sân vận động tưởng niệm Rizal Lượng khán giả: 1.408 Trọng tài: Thein Thein Aye (Myanmar) |  |

| 6 tháng 7 năm 2022 VB AFF nữ 2022 | Thái Lan                         | 2–2      | U-23 Úc                            | Manila, Philippines                                                                                     |  |
| 16:00 UTC+8                       | - Kanyanat 41' - Ploychompoo 60' | Chi tiết | - Sayer 18' - Hawkesby 26' (ph.đ.) | Sân vận động: Sân vận động tưởng niệm Rizal Lượng khán giả: 207 Trọng tài: Bùi Thị Thu Trang (Việt Nam) |  |

| 8 tháng 7 năm 2022 VB AFF nữ 2022 | U-23 Úc                   | 4–0      | Indonesia | Manila, Philippines                                                             |  |
| 16:00 UTC+8                       | - Sayer 9', 13', 15', 44' | Chi tiết |           | Sân vận động: Sân vận động tưởng niệm Rizal Trọng tài: Aung Seinn Cho (Myanmar) |  |

| 10 tháng 7 năm 2022 VB AFF nữ 2022 | Singapore     | 1–4      | U-23 Úc                                                | Manila, Philippines                                                                 |  |
| 16:00 UTC+8                        | - Umairah 89' | Chi tiết | - Heatley 11' - Hunter 16' - Lowry 47' - Gallagher 69' | Sân vận động: Sân vận động tưởng niệm Rizal Trọng tài: Supiree Testhomya (Thái Lan) |  |

| 12 tháng 7 năm 2022 VB AFF nữ 2022 | U-23 Úc                                                   | 6–0      | Malaysia | Imus, Philippines                                                         |  |
| 19:00 UTC+8                        | - Dawber 13', 24' - Hawkesby 20', 65', 67' - McNamara 82' | Chi tiết |          | Sân vận động: City of Imus Grandstand Trọng tài: Công Thị Dung (Việt Nam) |  |

## Thành tích

### Giải vô địch bóng đá nữ Đông Nam Á
| Kết quả Giải vô địch bóng đá nữ Đông Nam Á | Kết quả Giải vô địch bóng đá nữ Đông Nam Á | Kết quả Giải vô địch bóng đá nữ Đông Nam Á | Kết quả Giải vô địch bóng đá nữ Đông Nam Á | Kết quả Giải vô địch bóng đá nữ Đông Nam Á | Kết quả Giải vô địch bóng đá nữ Đông Nam Á | Kết quả Giải vô địch bóng đá nữ Đông Nam Á | Kết quả Giải vô địch bóng đá nữ Đông Nam Á | Kết quả Giải vô địch bóng đá nữ Đông Nam Á |
| Năm                                        | Kết quả                                    | Vị trí                                     | St                                         | T                                          | H                                          | B                                          | Bt                                         | Bb                                         |
| ------------------------------------------ | ------------------------------------------ | ------------------------------------------ | ------------------------------------------ | ------------------------------------------ | ------------------------------------------ | ------------------------------------------ | ------------------------------------------ | ------------------------------------------ |
| 2004                                       | Không tham dự                              | Không tham dự                              | Không tham dự                              | Không tham dự                              | Không tham dự                              | Không tham dự                              | Không tham dự                              | Không tham dự                              |
| 2006                                       | Không tham dự                              | Không tham dự                              | Không tham dự                              | Không tham dự                              | Không tham dự                              | Không tham dự                              | Không tham dự                              | Không tham dự                              |
| 2007                                       | Không tham dự                              | Không tham dự                              | Không tham dự                              | Không tham dự                              | Không tham dự                              | Không tham dự                              | Không tham dự                              | Không tham dự                              |
| 2008                                       | Xem Đội tuyển bóng đá nữ quốc gia Úc       | Xem Đội tuyển bóng đá nữ quốc gia Úc       | Xem Đội tuyển bóng đá nữ quốc gia Úc       | Xem Đội tuyển bóng đá nữ quốc gia Úc       | Xem Đội tuyển bóng đá nữ quốc gia Úc       | Xem Đội tuyển bóng đá nữ quốc gia Úc       | Xem Đội tuyển bóng đá nữ quốc gia Úc       | Xem Đội tuyển bóng đá nữ quốc gia Úc       |
| 2011                                       | Không tham dự                              | Không tham dự                              | Không tham dự                              | Không tham dự                              | Không tham dự                              | Không tham dự                              | Không tham dự                              | Không tham dự                              |
| 2012                                       | Không tham dự                              | Không tham dự                              | Không tham dự                              | Không tham dự                              | Không tham dự                              | Không tham dự                              | Không tham dự                              | Không tham dự                              |
| 2013                                       | xem Đội tuyển bóng đá U-20 nữ quốc gia Úc  | xem Đội tuyển bóng đá U-20 nữ quốc gia Úc  | xem Đội tuyển bóng đá U-20 nữ quốc gia Úc  | xem Đội tuyển bóng đá U-20 nữ quốc gia Úc  | xem Đội tuyển bóng đá U-20 nữ quốc gia Úc  | xem Đội tuyển bóng đá U-20 nữ quốc gia Úc  | xem Đội tuyển bóng đá U-20 nữ quốc gia Úc  | xem Đội tuyển bóng đá U-20 nữ quốc gia Úc  |
| 2015                                       | xem Đội tuyển bóng đá U-20 nữ quốc gia Úc  | xem Đội tuyển bóng đá U-20 nữ quốc gia Úc  | xem Đội tuyển bóng đá U-20 nữ quốc gia Úc  | xem Đội tuyển bóng đá U-20 nữ quốc gia Úc  | xem Đội tuyển bóng đá U-20 nữ quốc gia Úc  | xem Đội tuyển bóng đá U-20 nữ quốc gia Úc  | xem Đội tuyển bóng đá U-20 nữ quốc gia Úc  | xem Đội tuyển bóng đá U-20 nữ quốc gia Úc  |
| 2016                                       | xem Đội tuyển bóng đá U-20 nữ quốc gia Úc  | xem Đội tuyển bóng đá U-20 nữ quốc gia Úc  | xem Đội tuyển bóng đá U-20 nữ quốc gia Úc  | xem Đội tuyển bóng đá U-20 nữ quốc gia Úc  | xem Đội tuyển bóng đá U-20 nữ quốc gia Úc  | xem Đội tuyển bóng đá U-20 nữ quốc gia Úc  | xem Đội tuyển bóng đá U-20 nữ quốc gia Úc  | xem Đội tuyển bóng đá U-20 nữ quốc gia Úc  |
| 2018                                       | xem Đội tuyển bóng đá U-20 nữ quốc gia Úc  | xem Đội tuyển bóng đá U-20 nữ quốc gia Úc  | xem Đội tuyển bóng đá U-20 nữ quốc gia Úc  | xem Đội tuyển bóng đá U-20 nữ quốc gia Úc  | xem Đội tuyển bóng đá U-20 nữ quốc gia Úc  | xem Đội tuyển bóng đá U-20 nữ quốc gia Úc  | xem Đội tuyển bóng đá U-20 nữ quốc gia Úc  | xem Đội tuyển bóng đá U-20 nữ quốc gia Úc  |
| 2019                                       | Không tham dự                              | Không tham dự                              | Không tham dự                              | Không tham dự                              | Không tham dự                              | Không tham dự                              | Không tham dự                              | Không tham dự                              |
| 2022                                       | Vòng bảng                                  | Hạng 5                                     | 5                                          | 3                                          | 1                                          | 1                                          | 16                                         | 4                                          |
| 2025                                       | Vô địch                                    | Hạng 1                                     | 5                                          | 4                                          | 0                                          | 1                                          | 14                                         | 3                                          |
| Tổng                                       | 2/2                                        | Vô địch                                    | 10                                         | 7                                          | 1                                          | 2                                          | 30                                         | 7                                          |